# Radha acuminata
Radha acuminata är en insektsart som beskrevs av Melichar 1903. Radha acuminata ingår i släktet Radha och familjen sköldstritar. Inga underarter finns listade i Catalogue of Life.